# Palmar
Palmar est une municipalité colombienne située dans le département de Santander.